# دان فرانكل
دان فرانكل هو سياسي أمريكي، ولد في 11 أبريل 1956 في بيتسبرغ في الولايات المتحدة. نشط حزبياً في الحزب الديمقراطي. وقد انتخب عضو مجلس نواب بنسيلفانيا ‏.